# Juratyrant
Juratyrant is een geslacht van vleesetende theropode dinosauriërs, behorend tot de groep van de Coelurosauria, dat tijdens het late Jura leefde in het gebied van het huidige Engeland. De enige benoemde soort is Juratyrant langhami.

## Vondst en naamgeving
In 1984 vond commercieel fossielenjager Peter Langham, een inwoner van Bridport, op een door hem geheim gehouden locatie in Dorset ongeveer zes mijl ten westen van Swanage tussen Rope Lake Head en Freshwater Steps het fossiel van een middelgrote theropode. In 1992 werd dit uit eigen zak aangekocht voor het Oxford University Museum of Natural History door de honorair assistent-conservator van de geologische verzameling H. Philip Powell. In 2008 werd het specimen door Roger Benson benoemd als een nieuwe soort van Stokesosaurus: Stokesosaurus langhami, waarvan de soortaanduiding Langham eerde.

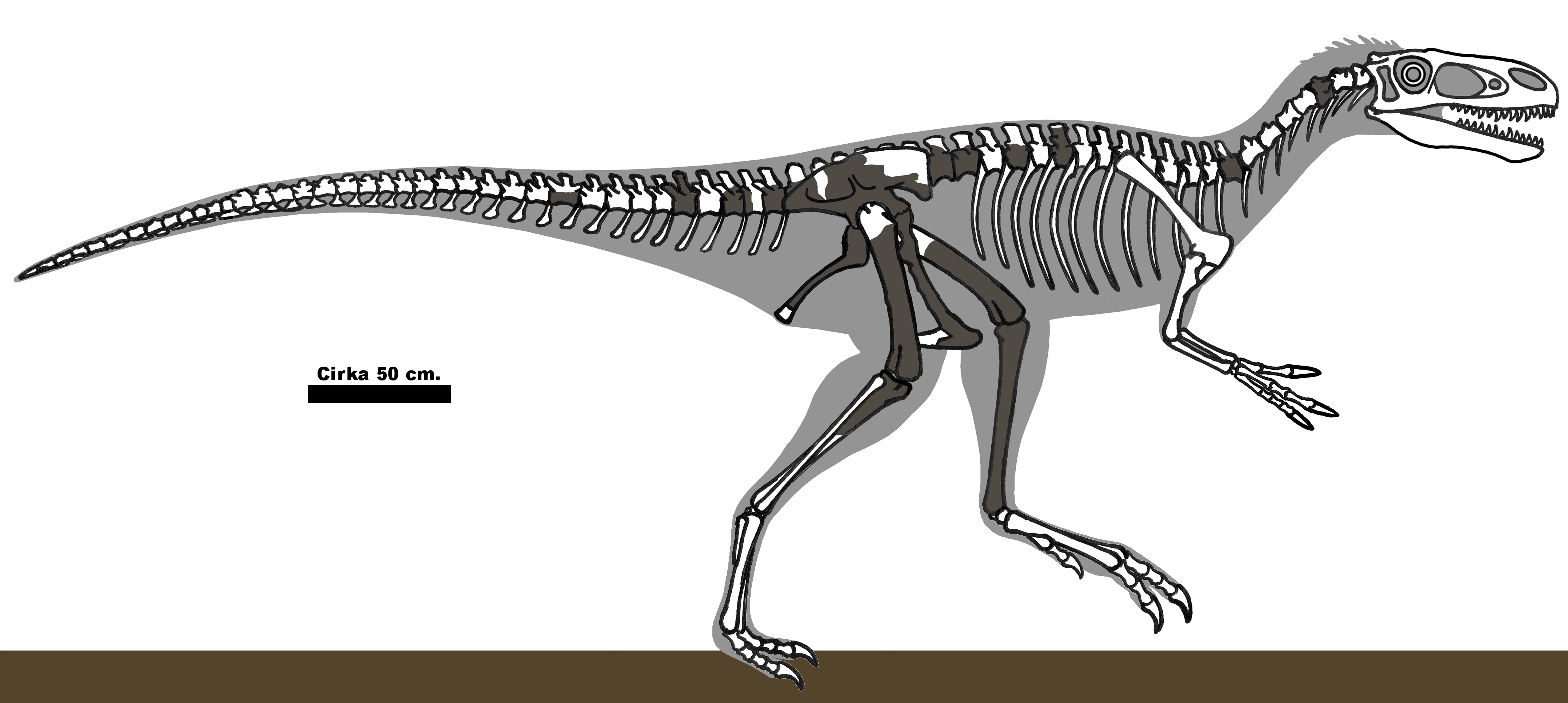
De bewaarde beenderen in het grijs

In 2012 kwamen Benson en Stephen Brusatte tot de conclusie dat beide soorten mogelijk niet direct aan elkaar verwant waren en benoemden voor de tweede soort een apart geslacht: Juratyrant met als typesoort Juratyrant langhami. De geslachtsnaam is afgeleid van het Jura en het Engelse woord voor "tiran": tyrant, een verwijzing naar de geologische periode en het feit dat de verwanten wel als "tiransauriërs" worden aangeduid.
Het holotype, OUMNH J.3311, is gevonden in een laag van de Kimmeridge Clay die dateert uit het vroege Tithonien, vrij exact 149 miljoen jaar oud. Het bestaat uit een gedeeltelijk skelet waarvan bewaard is gebleven: een middelste halswervel; vijf losse ruggenwervels; een stuk heiligbeen, vijf staartwervels, twee chevrons, vier zijuitsteeksels van de staart; gedeeltelijke darmbeenderen, de schaambeenderen, de gedeeltelijke zitbeenderen, de gedeeltelijke dijbeenderen, de scheenbeenderen en een onbepaald botfragment. De botten lagen niet in verband maar wel dicht bij elkaar op een oppervlakte van drie vierkante meter. Het betreft een volwassen individu.

## Beschrijving

### Algemene bouw, grootte en onderscheidende kenmerken

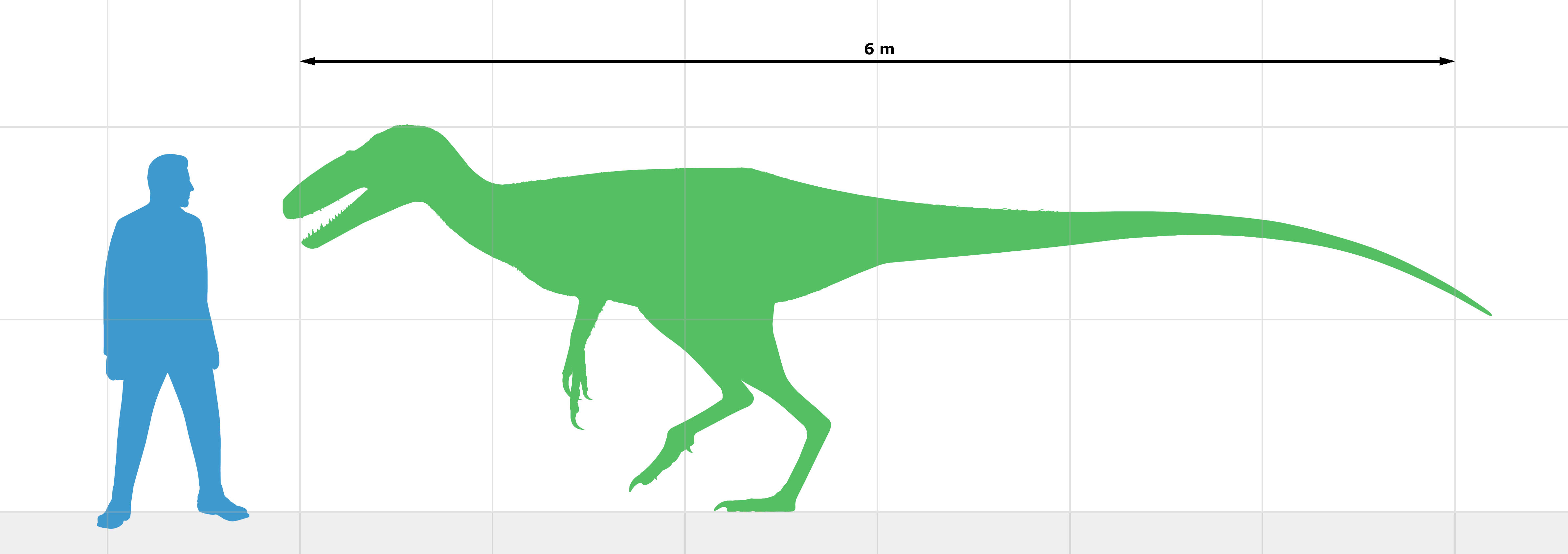
Juratyrant in grootte vergeleken met een mens

Juratyrant is een middelgrote tweevoetige roofsauriër. Gregory S. Paul schatte in 2010 de lichaamslengte op vijf meter; het gewicht op vijfhonderd kilogram. In 2008 extrapoleerde Benson een minimaal gewicht van driehonderdvijftig kilogram vanuit de omtrek van het dijbeen.
Benson stelde in 2008 een lijst van onderscheidende kenmerken vast die hij in 2012 moest herzien. Vier ervan bleken als ondubbelzinnige unieke afgeleide kenmerken, ofwel autapomorfieën, aanwezig te zijn. De "schort" tussen beide zitbeenderen maakt een "opgevouwen" indruk; het scheenbeen heeft een uitstaand vlak aan de kant van het kuitbeen dat als een opvallende lage richel doorloopt tot aan de bovenkant; het zitbeen heeft een bolle bult op de achterrand; onder het heupgewricht bevindt zich een diepe groeve op de buitenste zijkant van het schaambeen. Twee andere kenmerken waren slechts mogelijke autapomorfieën omdat ze weliswaar nooit bij verwanten waren aangetroffen maar wegens de onvolledigheid van het fossiel materiaal daarvan hun aanwezigheid niet helemaal kon worden uitgesloten: de aanwezigheid van een bladvormig secundair gewrichtsuitsteeksel, hyposfeen, op de achterkant van de vijfde sacrale wervel; een voorste groeve tussen de onderste gewrichtsknobbels van het dijbeen die van onderen bekeken een breed hol profiel heeft.
Verschillende kenmerken van Juratyrant die in 2008 als onderscheidend gezien werden, bleken in 2012, mede uit nieuwe vondsten, toch (mogelijk) bij verwanten voor te komen: een darmblad met een ovale uitholling van de achterste bovenrand (ook bij Dilong, Sinotyrannus en Xiongguanlong); een nauwe inkeping tussen het voorblad van het darmbeen en het aanhangsel voor het schaambeen (mogelijk bij Dilong, Eotyrannus, Sinotyrannus en Xiongguanlong hoewel wegens beschadigingen bij geen van die vier taxa met zekerheid vaststelbaar); de bij tyrannosauroïden gebruikelijke verticale richel boven het heupgewricht op de buitenste zijkant van het darmbeen helt sterk naar achteren (ook bij Eotyrannus); tegenover deze richel heeft de binnenkant van het darmbeen een ruw oppervlak (niet vaststelbaar bij Dilong, Eotyrannus, Guanlong, Sinotyrannus en Xiongguanlong).

### Skelet
De halswervel is platycoel, in dit geval vlak van achteren en licht hol van voren. In het voorste zijoppervlak, achter de parapofyse, bevindt zich in een ovale groeve een pleurocoel, een opening waardoor een uitloper van de luchtzak van de nekbasis de wervel kan binnendringen. De gewrichtsvlakken van de voorste gewrichtsuitsteeksels zijn bol. Het doornuitsteeksel is overdwars dun; de hoogte is door breuk onbekend.
Ook een voorste ruggenwervel toont een pleurocoel. De ruggenwervels zijn tamelijk langwerpig met ovale dwarsdoorsneden. De vermoedelijk achterste ruggenwervel heeft achterste gewrichtsuitsteeksels die uitzonderlijk kort en hoog zijn. Benson stelde in 2008 in de skeletbeschrijving dat dit kenmerk onbekend was in de Theropoda en een autapomorfie maar vermeldde het niet als zodanig in de diagnose. Benson telde in 2008 vijf sacrale wervels met een gezamenlijke lengte van vierenveertig centimeter; slechts de vier achterste waren echter vergroeid tot een echt heiligbeen. Deze wervels hebben geen pleurocoelen. Het onderscheidende hyposfeen op de vijfde wervel is groot, dun en steekt naar achteren uit in de vorm van een rechthoekige driehoek met de schuine zijde naar boven gericht. De staartwervels zijn licht amficoel, met holle zijden, en hebben een hoge ovale dwarsdoorsnede.
In het bekken heeft het blad van het darmbeen een opvallend bol profiel zodat het uitzonderlijk hoog reikt: 195 millimeter tegenover een lengte van 523 millimeter. Het achterblad is matig lang met het profiel van een liggende rechthoekige driehoek, eindigend in een vrij stomp uiteinde dat iets lager reikt dan het middengedeelte wat uitzonderlijk is in de Tyrannosauroidea. Het profiel van het voorblad is door beschadigingen onzeker. Het eindigt in een kleine afhangende punt. De beide schaambeenderen zijn onderaan met elkaar vergroeid maar iets hoger is er tussen hun schachten een verbindende "schort" zodat er een opening ontstaat tussen deze beenplaat en de onderste symfyse. Het schaambeen, rechts 545 millimeter lang, eindigt in een schuin naar achteren en omhoog stekende "voet" met een klein voorste uitsteeksel en een veel groter achterste uitsteeksel waarvan de lengte door beschadigingen niet vaststelbaar is. De zijkanten van de "voet" hebben diepe uithollingen. Het zitbeen, tegen de veertig centimeter lang, heeft een slanke schacht, overdwars breder dan van voor naar achter, die iets naar onder buigt en naar het uiteinde toe verbreedt. Het bovendeel van het zitbeen is overdwars een stuk dikker dan het aanhangsel van het darmbeen waaraan het verbonden is. De achterkant van de schacht van het zitbeen heeft bovenaan een vrij scherpe uitstekende rand. De voorrand gaat bovenaan zonder inkeping over in een vrij abrupt naar voren stekende processus obturatorius die naar beneden toe geleidelijk in hoogte afneemt. Tussen beide zitbeenderen bevindt zich normaal onderaan een "schort"; bij Juratyrant zijn de helften daarvan echter als het ware naar voren toe teruggevouwen op hun schachten zodat ze daar een bedekkend botlaagje op de binnenkanten vormen.
Beide bewaarde dijbeenderen zijn beschadigd; Benson schatte in 2009 hun lengte op 633 à 681 millimeter. Het dijbeen buigt iets bol naar voren en is tamelijk recht van achteren bezien. Uit de, afgebroken, basis ervan is af te leiden dat er zich voor bovenaan een krachtige beenstijl bevindt, de trochanter minor. De vierde trochanter op de achterzijde is vrij laag en wordt aan de binnenkant begrensd door een ovale verruwing die de aanhechting was voor de pees van de belangrijkste retractorspier, de Musculus caudofemoralis longus die op de staartbasis geplaatst is. De voorste peesgroeve tussen de gewrichtsknobbels voor de strekkende spier lijkt ondiep; hoewel Benson dit als een autapomorfie aangeeft, acht hijzelf het kenmerk wegens beschadigingen lastig vaststelbaar. De groeve is in ieder geval zeer breed. De pees voor de buigende spier heeft een opvallende groeve tussen de achterzijden van de ronde achterste bulten van de gewrichtsknobbels; een lage verheffing bevindt zich aan de onderzijde van de groeve. De buitenste bult heeft achter bovenop een zeer opvallende, ook weer bultvormige, crista tibiofibularis.
Het scheenbeen heeft een lengte van 100 tot 107% van het dijbeen. Een onderbeen dat langer is dan het bovenbeen is ongebruikelijk bij grotere theropoden en komt daaronder slechts voor bij de Ornithomimidae en de Tyrannosauroidea. De bovenkant van het scheenbeen heeft vooraan een vrij lage crista cnemialis, de kam die als een hefboom diende om het onderbeen te strekken. de crista is door een duidelijke groeve, de incisura tibialis, gescheiden van het bolle buitenste bovenste gewrichtsvlak. De schacht van het scheenbeen is slank en recht. Op de onderste voorrand is het aanhechtingvlak voor de opgaande tak van het sprongbeen, de processus ascendens, ondiep en van onduidelijke hoogte.

## Fylogenie
Juratyrant werd in 2012 door Brusatte en Benson, na het uitvoeren van een exacte cladistische analyse, in de Tyrannosauroidea geplaatst, als de zustersoort van Eotyrannus; samen vormen zij een klade die de zustergroep is van Stokesosaurus. In 2013 echter viel de soort in een analyse uit als zustersoort van Stokesosaurus in de Proceratosauridae.
Juratyrant is, ondanks het vrij beperkte materiaal, toch een van de meest compleet gekende tyrannosauroïden uit het Jura. Het is daarbij de grootste bekende tyrannosauroïde uit die periode en ook uit het vroege Krijt zijn geen grotere tyrannosauroïden gevonden.